# Fella-Werke

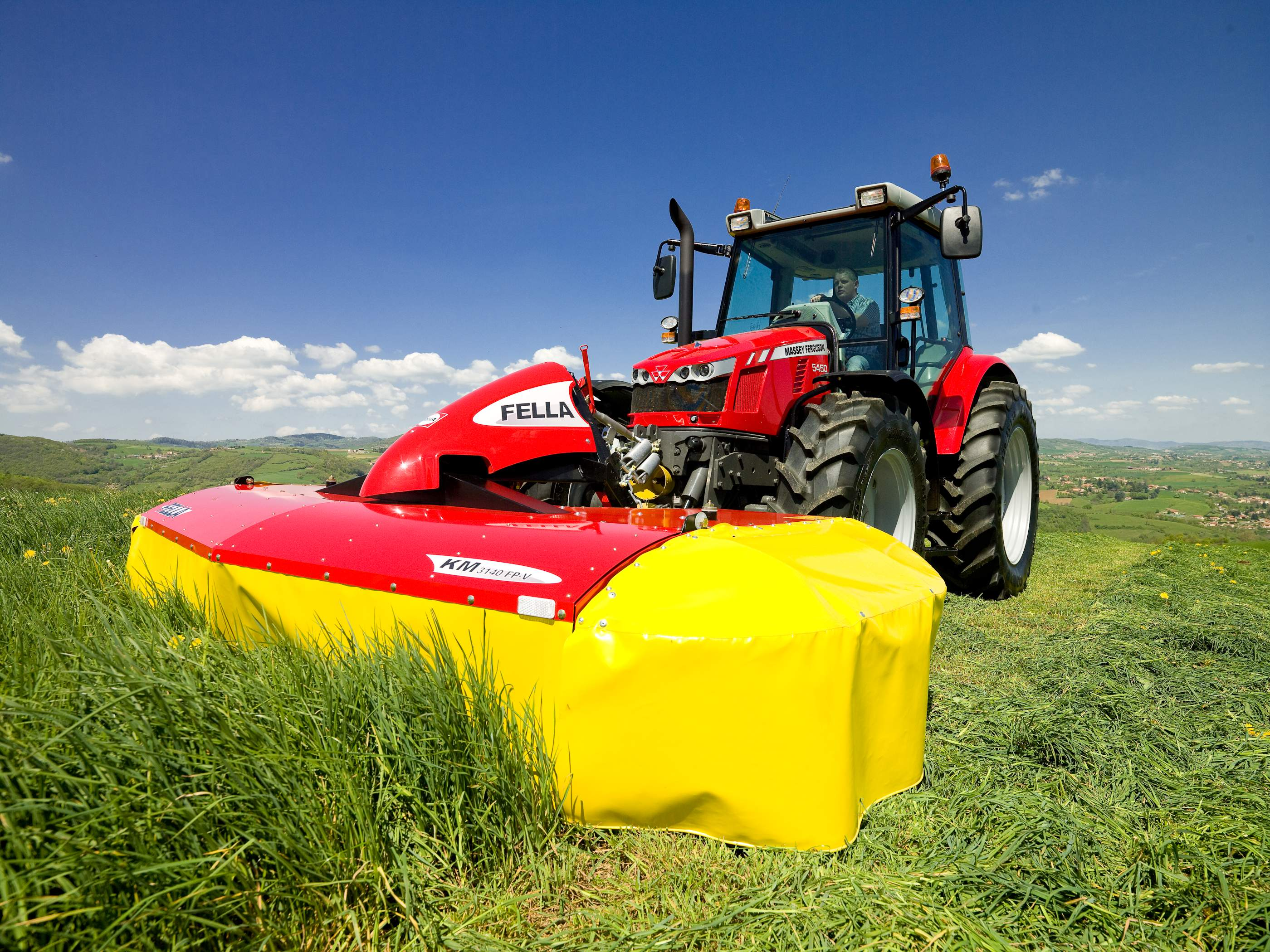
Kosiarka rolnicza marki Fella

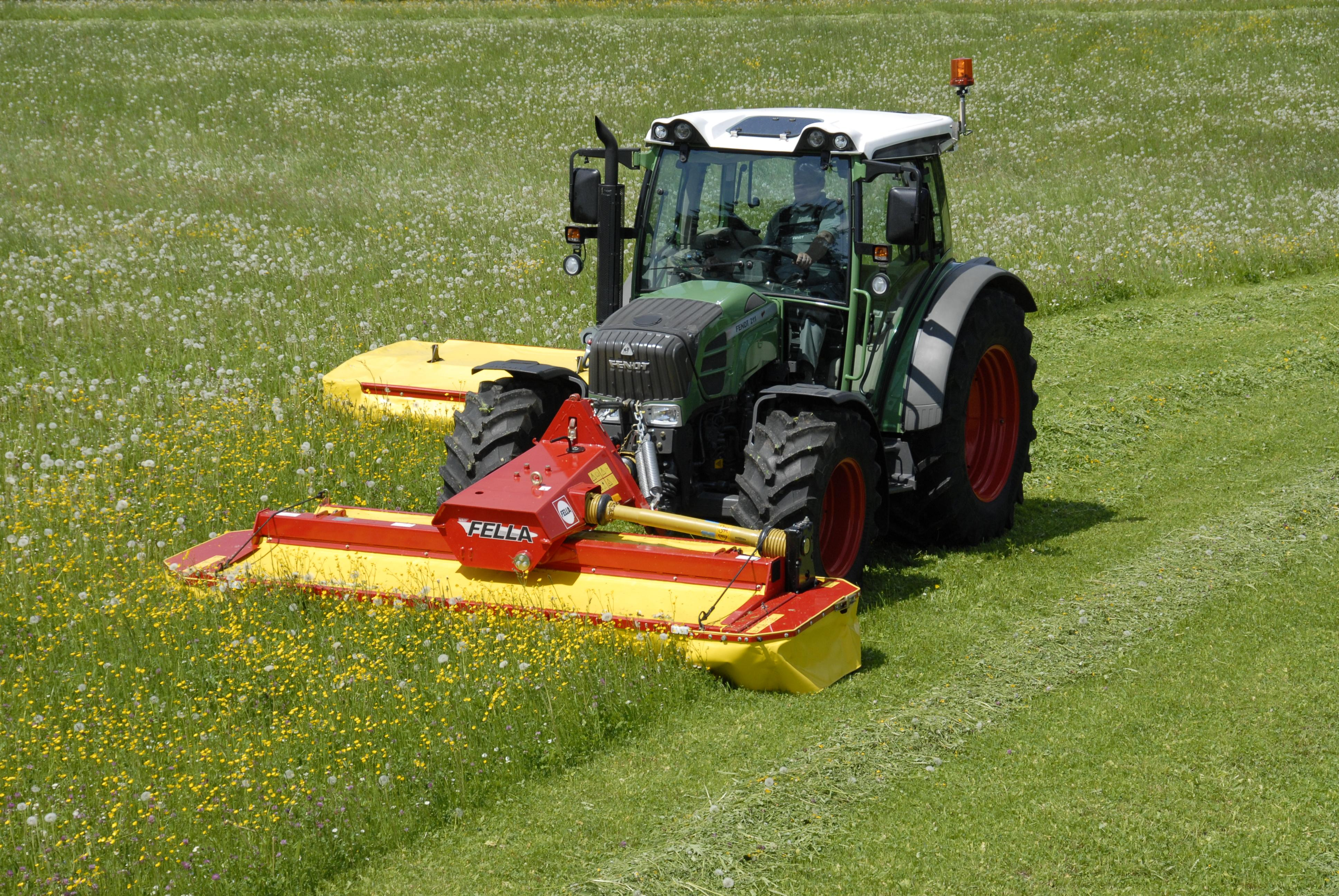
Traktor Fendt z zestawem kosiarek rolniczych marki Fella

Fella-Werke – niemiecki producent maszyn rolniczych z siedzibą w Feucht w Bawarii.
Przedsiębiorstwo zostało założone w 1918 roku jako „Bayerische Eggenfabrik AG”. W 1923 roku przedsiębiorstwo zaczęła produkować pługi i przodki następnie ofertę uzupełniły kosiarki do trawy, przetrząsacze, zgrabiarki konne i snopowiązałki. W 1953 roku przedsiębiorstwo skonstruowało pierwszy kondycjoner palcowy, został on nagrodzony srebrnym medalem przez Niemieckie Towarzystwo Rolnicze (DLG).
Od 1980 roku Fella specjalizuje się w zakresie produktów do zbioru zielonek. W 2011 roku stała się częścią amerykańskiego koncernu AGCO.